# Excitation (machine électrique)
Pour les articles homonymes, voir Excitation.
 (mai 2016).
L'excitation d'une  machine électrique est nécessaire pour générer un champ magnétique dans un noyau de fer doux. Pour une machine synchrone, le champ magnétique doit être tournant dans le stator afin qu'il puisse induire un champ tournant dans le rotor où est produit le champ d'excitation. Dans une machine à courant continu, le champ d'excitation est produit au stator, soit par des aimants permanents, soit par des enroulements inducteurs (bobinages).

## Génération du champ magnétique
Pour générer le champ magnétique nécessaire dans les machines électriques, on peut utiliser des aimants permanents ou des électroaimants.
Les électroaimants ont besoin d’un courant continu pour générer un champ magnétique.

## Excitation des machines synchrones
Le courant d'excitation des machines synchrones est fourni par différents systèmes qui peuvent être partagés en deux grands groupes : les systèmes statiques et les systèmes dynamiques.
Dans les systèmes statiques le courant est pris directement du réseau ou à la sortie de la machine, redressé par un pont de diodes, de courant alternatif en un courant continu et transféré à travers un système de bagues et balais qui relie la source au circuit du rotor. Le système dynamique utilise une deuxième machine plus petite (voire en troisième, encore plus petite) pour générer le courant nécessaire. 
L’excitation est importante dans la machine synchrone, notamment quand elle travaille comme générateur parce que le système peut régler la quantité de puissance réactive cédée ou absorbée par le générateur. Dans le cas où la machine travaille comme moteur, le champ magnétique peut être constant et son réglage est moins nécessaire, sauf si l'on veut régler la puissance de sortie en fonction de la vitesse dans les cas d'ensembles à vitesse variable.

### Systèmes statiques

Système d'excitation statique.

Toutes les machines synchrones, de basse et moyenne puissance, utilisent ce type d’excitation parce qu’il est moins cher que les autres, car il n’utilise aucune machine additionnelle. 
Dans un fonctionnement en générateur, la source de courant continu est constituée par un transformateur branché à sa sortie, un redresseur qui convertit le courant alternatif en courant continu et un système de balais et collecteurs tournants qui transmettent le courant de la source à la bobine du rotor. Le contrôle de la tension s’effectue dans le pont redresseur qui peut régler l’amplitude de la tension de sortie.
Le démarrage de la machine peut être un problème car au début elle ne génère pas d’électricité et donc la bobine du rotor ne peut pas avoir de courant pour créer le champ magnétique nécessaire dans la conversion électromécanique. Parfois le champ rémanent (le champ dû à la saturation du noyau qui reste même s’il n’y a pas de courant circulant dans la bobine) est nécessaire pour commencer à créer électricité mais s’il n’est pas suffisant, il faut ajouter un système auxiliaire qui travaille pendant le démarrage de la machine.
Un autre problème peut être la possibilité d’un court-circuit. Si l’inducteur (l’excitation) est branché au réseau sans interrupteur de groupe (interrupteur pour protéger un groupe de composants, dans ce cas-ci le transformateur, le pont de diodes et la bobine du rotor) et s’il arrive un court-circuit, le courant d’excitation tombe à zéro et les protections n’agissent pas. Une solution possible est d'implanter en parallèle une deuxième source de courant isolée du réseau.

### Systèmes dynamiques
Les systèmes dynamiques utilisent au moins une deuxième machine auxiliaire plus petite que la machine principale pour générer le courant d’excitation. La machine secondaire est normalement fixée au même arbre que la machine principale pour profiter de la puissance mécanique de la turbine d'entrainement. Il y a différents types d’excitation selon que la machine est à courant continu ou à courant alternatif.

#### Systèmes avec machine auxiliaire à courant continu
Le système d’excitation avec machine auxiliaire à courant continu est le plus ancien système installé dans des groupes hydroélectriques (groupes tournant à basse vitesse). La machine à courant continu est de moins en moins utilisée en raison de l’amélioration des machines à courant alternatif et de l’électronique de puissance.
L’avantage d’utiliser la machine à courant continu est qu’on n’a pas besoin de redresseur et qu’on réduit les pertes d’énergie correspondantes. La machine peut avoir un système d’auto-excitation (inducteur branché à l'induit) ou un système indépendant fourni par une troisième machine plus petite que la dernière. Dans ce dernier cas la première machine s’appelle excitatrice principale et la deuxième excitatrice auxiliaire. Tous les cas de machine à courant continu ont besoin d’un système de balais pour relier l’excitatrice au rotor.

#### Systèmes avec machine auxiliaire à courant alternatif
Le système d’excitation avec machine à courant alternatif utilise une deuxième (parfois aussi une troisième) machine synchrone plus petite que la machine principale. Comme il génère un courant alternatif, il faut un redresseur entre l’excitatrice et la machine principale. Selon que le redresseur est statique ou tournant il y a deux systèmes différents, mais le contrôle de la tension est toujours fait par le redresseur principal.

#### Redresseur statique
L’excitatrice génère un système d’excitation triphasé dans le stator qui est redressé et fourni au rotor à travers un système de balais. Le rotor de la machine auxiliaire peut être alimenté grâce à un transformateur et un redresseur qui prennent le courant de la sortie de la machine principale. Ce système est une solution au problème de court-circuit du système statique où les protections peuvent agir parce que l’excitation est isolée.

#### Excitatrice à diodes tournantes

Dispositif d'excitation sans bagues collectrices
SG : générateur synchrone triphasé sans bague collectrice, G1 : machine d'excitation triphasée à inducteur au stator
G2 : machine d'excitation auxiliaire avec rotor à aimants permanents
V1 : ensemble redresseur à diodes tournantes
V2 : ensemble convertisseur de puissance à thyristors
--- partie tournante.

L’excitatrice à diodes tournantes est aussi connue comme excitatrice brushless (sans balais). Ce système a pour but d’enlever les balais de la machine principale car ils forment la partie du groupe qui a besoin de plus de maintenance (échange régulier des balais). Sur la machine secondaire, l’inducteur (la partie qui génère le champ magnétique) se situe au stator et l’induit (la partie où on génère le courant) au rotor. 
La partie en mouvement est constituée par le rotor de la machine principale, les diodes (le redresseur) et le rotor de la machine secondaire. De l’autre côté, l’inducteur de la machine secondaire peut être fourni par un transformateur et un redresseur depuis la sortie de la machine principale ou par une troisième machine synchrone à aimants permanents qui génère un système triphasé équilibrée redressé avant l’inducteur de la deuxième machine.

## Excitation des machines à courant continu
Dans les machines à courant continu, l'excitation est produite soit par des aimants permanents, soit par des enroulements inducteurs (bobinages) situés au stator.